# Карими, Реза (футболист)
Реза Хабель Карими (перс. رضا کريمي‎; 23 августа 1998, Ардебиль, Иран) — иранский футболист, нападающий.

## Карьера

### Клубная карьера
Реза начал заниматься футболом в 2010 году в клубе «Могхавемат Тегеран». Спустя два года он перешёл в «Шахрдари Ардебиль».
В 2014 году нападающий присоединился к молодёжной команде малайзийского клуба «Френз Юнайтед». Карими принимал участие в международном турнире, в рамках которого забил два мяча сверстникам из «Ливерпуля» и один гол «Гуанчжоу Эвергранд Таобао».
Летом 2015 года Реза возвратился в Иран, подписав контракт с «Гостареш Фулад». 7 февраля 2016 года он провёл первую игру в новом клубе, выйдя на замену во втором тайме матча с «Сиях Джамеган».
26 августа 2016 года нападающий перешёл в албанский клуб «Скендербеу». Так как Карими было разрешено принимать участие только с января 2017 года, то дебютную игру он провёл 25 февраля 2017 года. 31 мая 2017 года Реза вышел на замену в финале кубка Албании против «Тираны», в котором «Скендербеу» проиграл в дополнительное время, пропустив два мяча.

### В сборной
Реза выступал за юношеские сборные Ирана до 17 и до 20 лет.